# Fokker S-11
O Fokker S-11 Instructor é uma aeronave monomotor, de asa baixa, dois lugares projetada e fabricada pela fabricante holandesa de aeronaves Fokker.

## História
Uma das primeiras atividades realizadas pela Fokker após a Segunda Guerra Mundial foi o projeto de uma nova aeronave militar para treinamento básico de voo, o S-11 Instructor. Um vendedor de aeronaves fez pedidos de 100 dessas aeronaves em 1946, antes mesmo de a construção dessas aeronaves começar. O primeiro protótipo voou em Schiphol em 18 de dezembro de 1947. Durante os testes no início de 1948, descobriu-se que algumas mudanças aerodinâmicas precisavam ser feitas para melhorar o manobrabilidade da aeronave. Mais tarde naquele ano, seguiram-se voos de demonstração para várias forças aéreas e, eventualmente, muitos aeronaves do modelo foram vendidas para a Força Aérea Real Holandesa, Força Aérea Israelense, Força Aérea Italiana, Força Aérea Brasileira, Força Aérea Paraguaia e Força Aérea Boliviana . Cerca de 170 aeronaves foram licenciadas na Itália, redesignadas como Macchi M.416. Um número limitado de instrutores S-11 ainda está voando hoje. A fundação holandesa Fokker Four, dedicada à preservação das aeronaves, opera quatro S-11 e entre outras atividades ainda atua com eles em shows aéreos.
Uma versão do S-11 equipada com trem de pouso triciclo, designada S-12, foi construída pela Fokker Indústria Aeronáutica no Brasil, e foi utilizada pela Força Aérea Brasileira como T-22 Instrutor .

## Variantes
S-11
Protótipos - quatro aeronaves construídas
S-11-1
Variante de produção seriada para a Real Força Aérea Holandesa e o Serviço de Aviação Naval da Marinha Real Holandesa - 48 aeronaves construídas.
S-11-2
Variante de produção seriada para a Força Aérea de Israel - 41 aeronaves construídas.
S-11-3
Variante para a Força Aérea Italiana - 180 aeronaves construídas sob licença para a Aermacchi (Qtd 110) e a IMAM (Qtd 70) como o M.416
S-11-4
Variante de produção para a Força Aérea Brasileira - 99 aeronaves construídas, incluindo 95 pela Fokker Indústria Aeronáutica.
S-12
Variante de trem de pouso triciclo. Um protótipo foi construído pela Fokker e 49 aeronaves para a Força Aérea Brasileira foram construídas pela Fokker Indústria Aeronáutica.
Macchi M.416
Nome usado para licença construída S-11-3 para a Força Aérea Italiana.
T-21
Designação da Força Aérea Brasileira para o S-11-4
T-22
Designação da Força Aérea Brasileira para o S-12
YT-22 Guanabara
Variante de trem de pouso triciclo e quatro lugares construída no Brasil, uma unidade construída

## Operadores
- Protótipo do Fokker S-12 Brasil: Força Aérea Brasileira - 100 aeronaves operadas de 1956 a 1973[2]

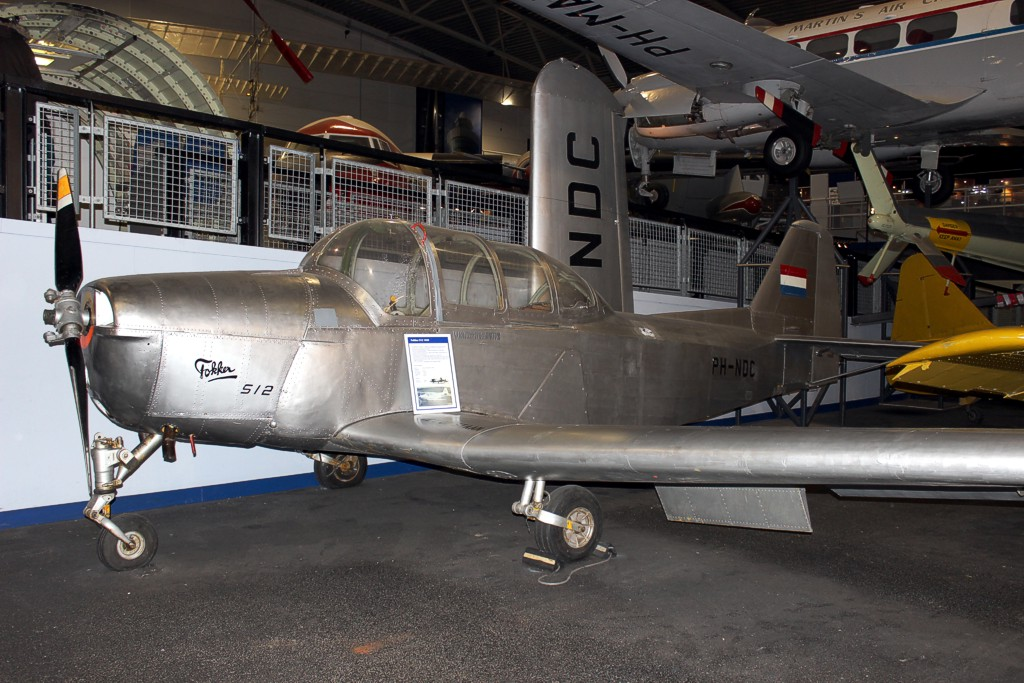
Protótipo do Fokker S-12

- Bolívia: Força Aérea Boliviana - 8 aeronaves operadas nos anos 70. ex-FAB;
- Israel: Força Aérea Israelense - 41 aeronaves operadas de 1951 a 1957;
- Países Baixos:
  - Real Força Aérea Neerlandesa - 39 aeronaves operadas;
  - Serviço de Aviação Naval da Marinha Real Neerlandesa - 9 aeronaves operadas;
- Paraguai: Força Aérea Paraguaia - 8 aeronaves operadas nos anos 70, ex-FAB.

## Especificações
Informações: Jane's All The World's Aircraft 1953–54

### Características Gerais
- Tripulação: 2
- Comprimento: 8.18m
- Envergadura: 11m
- Altura: 2.22m
- Área Alar: 18.5m²
- Peso Vazio: 810 kg
- Peso Carregado: 1.100 kg
- Capacidade de Combustível: 150L
- Motor: 1x Lycoming O-435A, de 190 hp (140 kW)

### Desempenho
- Velocidade Máxima: 209 km/h (113 kn)
- Velocidade de Cruzeiro: 164 km/h (89 kn)
- Alcance: 630 km (340 nmi)
- Teto de Serviço: 3.850 m (12.630 ft)